# Bible de Stavelot
La Bible de Stavelot est un manuscrit enluminé de l’époque romane. Cette bible en deux volumes est datée des années 1093-1097. Elle a été produite pour, mais pas nécessairement à, l’abbaye bénédictine de Stavelot, dans l’ancienne principauté de Stavelot-Malmedy (Belgique). Le manuscrit se trouve aujourd’hui à la British Library de Londres.

## Histoire
Œuvre à laquelle ont collaboré plusieurs artistes appartenant  à ce que l’on appelle communément « l'École mosane » ce manuscrit enluminé fut achevé en quatre ans, de 1093 à 1097. Étant probablement le livre liturgique principal du monastère, il occupait une position en évidence sur le lutrin du chœur des moines, plutôt que dans la bibliothèque du monastère. Il est l'un des manuscrits mosans les plus importants de la fin du XIe siècle. Certaines caractéristiques le rapprochant de la Bible de Lobbes donnent à penser que certains artistes ont collaboré à l’une et l’autre Bible. Le frère Goderan, moine de l’abbaye de Lobbes, pourrait en être l’artiste principal, et le frère Ernest le calligraphe, tous deux moines bénédictins.
Durant de nombreuses années propriété de la bibliothèque royale à Bamberg la Bible de Stavelot fut acquise par British Library de Londres, où elle se trouve encore.

## Description
Les deux volumes, l’un ayant 228 et l’autre 240 folios sont de très large dimension : 58 cm sur 39 cm. Un colophon du frère Goderan donne de précieux renseignements : l’élaboration de cette œuvre d’envergure - calligraphie du texte, avec enluminures et miniatures - prit quatre ans. Il fut achevé alors que  « Jérusalem était  assiégée par beaucoup de gens », en d’autres termes : ‘durant la première croisade'. 
Le frère Goderan est également l’artiste principal de la Bible de Lobbes (1084). Il n’est pas impossible qu’il soit passé d’une abbaye à l’autre, toutes deux étant bénédictines. 
Les experts estiment qu’an moins quatre artistes différents ont participé à l’œuvre. Un des quatre, peut-être Goderan lui-même, est l’auteur du ‘Christ en majesté’ une remarquable miniature se trouvant au départ du Nouveau Testament.  Ce ‘Christ en majesté’ est l’unique miniature couvrant une page entière. L’auteur de cette œuvre d’art atteste une expertise plus avancée, ce qui fait penser à certains que cette page est une addition postérieure. 
Les autres miniatures sont des lettres historiées ouvrant les chapitres des livres bibliques. Beaucoup montrent des scènes bibliques. Le ‘In principio’ du livre de la Genèse s’ouvre avec la lettre  ‘I’ couvrant toute la hauteur du folio et comprenant 33 petites scènes dans un cadre géométrique défini, illustrant des événements allant de la création du monde au dernier jugement.